# A priori
A priori (łac. „z góry”, „uprzedzając fakty”, „z założenia”) – wyrażenie, które w filozofii Zachodu od czasów Immanuela Kanta nabrało powszechnego znaczenia na określenie tego, co pierwotne, uprzednie lub wcześniejsze i niepodlegające dowodzeniu – stało się antonimem określenia a posteriori dla tego, co wtórne. Jest to w pewnym sensie równoważne określeniu „założenie”.
Przykładowo, poznanie a priori jest poznaniem czystym, wynikającym z samego faktu poznania, niezakłóconym doświadczeniem, czyli wiedzą z innych podobnych doznań.
Możemy wyróżnić 3 znaczenia terminu a priori:
1. coś uprzedniego w stosunku do doświadczenia zmysłowego, np. pojęcie Boga u Kartezjusza;
2. jedna z kategorii sądów Kanta – sąd a priori – to taki, którego nie można wywieść z innych przesłanek, lecz trzeba go przyjąć bez dowodu – jako założenie danej teorii;
3. twierdzenia konieczne i ściśle ogólne (czyli stricte wiedza a priori): logiki, matematyki, metafizyki.

Pierwsze wystąpienie określenia a priori znajduje się w dziełach XIV-wiecznego logika bp. Alberta Saksońskiego, gdzie argument a priori oznaczał „od przyczyny do efektu”. Podobne definicje odnaleźć można u późniejszych filozofów, aż do czasów Leibniza, jak też w kontekstach niefilozoficznych do czasów współczesnych. Należy zaznaczyć, że filozofowie czasów średniowiecznych słowo „przyczyna” rozpatrywali sylogistycznie.

## Spór o epistemologiczny aspekt zdańa priori
Wedle niektórych (Hume'a czy neopozytywistów) zdania a priori nie wyrażają żadnej wiedzy o świecie, będąc jedynie rezultatem konwencji terminologicznych – czyli zdanie to utożsamia się ze zdaniem analitycznym. Według innych (Kartezjusza, Leibniza, Kanta czy fenomenologów) zdanie a priori wyprzedzają wszelkie doświadczenie zmysłowe, a wyrażają przy tym wiedzę o realnym świecie – czyli są to tzw. zdania syntetyczne a priori. Jest to spór z dziedziny epistemologii, czyli teorii poznania, który jest formułowany w terminach semantyki przy pomocy takich zwrotów, jak zdanie analityczne, zdanie logicznie konieczne czy zdanie semantyczne.